# Orca (schermlezer)
Orca is een computerprogramma voor mensen met een visuele beperking. Door diverse combinaties van spraaksynthese, braille en vergroting te gebruiken, helpt Orca om toolkits en toepassingen die AT-SPI ondersteunen (waaronder GNOME) toegankelijk te maken. Orca is een flexibel en uitbreidbaar toegankelijkheidshulpmiddel uitgebracht onder als opensourcesoftware.
De ontwikkeling van Orca werd geleid door het Accessibility Program Office van Sun Microsystems met bijdragen van vele leden uit de (Linux)gemeenschap.
Het oorspronkelijke idee en het eerste werkende prototype van Orca werden gemaakt door Mark Mulcahy, een blinde programmeur die voor Sun werkte.
De naam 'Orca' is een knipoog naar het aloude toegankelijkheidshulpmiddel voor Windows, genaamd JAWS, hetgeen de naam is van een fictieve haai.
Sinds GNOME 2.16 is Orca een onderdeel van GNOME. Hierdoor wordt Orca standaard met een groot aantal besturingssystemen meegeleverd, waaronder OpenSolaris, openSUSE en Ubuntu.